# Марна — Сона
Ма́рна-Сона (фр. Canal de la Marne à la Saône) — канал во французских регионах Бургундия и Шампань-Арденны.
Канал Марна — Сона, соединяющий бассейны Сены и Роны через Марну и Сону, был построен в 1880—1907 годах. Длина — 224 км с 114 шлюзами на территории департаментов Кот-д’Ор, Марна и Марна Верхняя. Наибольшая высота шлюза — 5,23 м, средняя — 3,45 м.
Высшая точка на канале — 345 м над уровнем моря, низшая — 104 м (при слиянии с Марной у Витри-ле-Франсуа).
Крупнейшие порты на канале — Витри-ле-Франсуа, Жуанвиль, Шомон, Лангр.